# Lentiens
Les Lentiens (en allemand: Lentienser, en latin: Lentienses) étaient un peuple alémanique de la région située entre le fleuve Danube au nord, l'Iller à l'ouest et le lac de Constance au sud, dans ce qui est aujourd'hui l'Allemagne. Ils furent au milieu du IVe siècle le peuple germain le plus dangereux pour Rome[réf. nécessaire]. Il n'y a que deux mentions des Lentiens dans les textes, toutes deux faites par l'historien romain Ammien Marcellin (330–395).
Ils sont cités une première fois en 355, quand l'empereur Constance II ordonna au commandant romain Arbetio de condamner à une amende les Lentiens pour plusieurs émeutes contre l'Empire romain. Puis, ils sont mentionnés en 378 lorsqu'ils traversèrent le Rhin gelé, envahissant l'Empire romain. Ils furent défaits par l'empereur romain Gratien pendant la bataille d'Argentovaria, près de Colmar en Alsace, dans laquelle leur roi Priarius mourut. Cette bataille fut la dernière d'un empereur romain sur le limes germanique. C'est aussi la dernière fois que le nom des Lentiens apparaît dans les documents historiques.
Le nom latin Lentienses vient du nom du village celtique de Lentia[réf. nécessaire]. Aujourd'hui une région du nord du lac de Constance s'appelle le Linzgau.